# بن غان

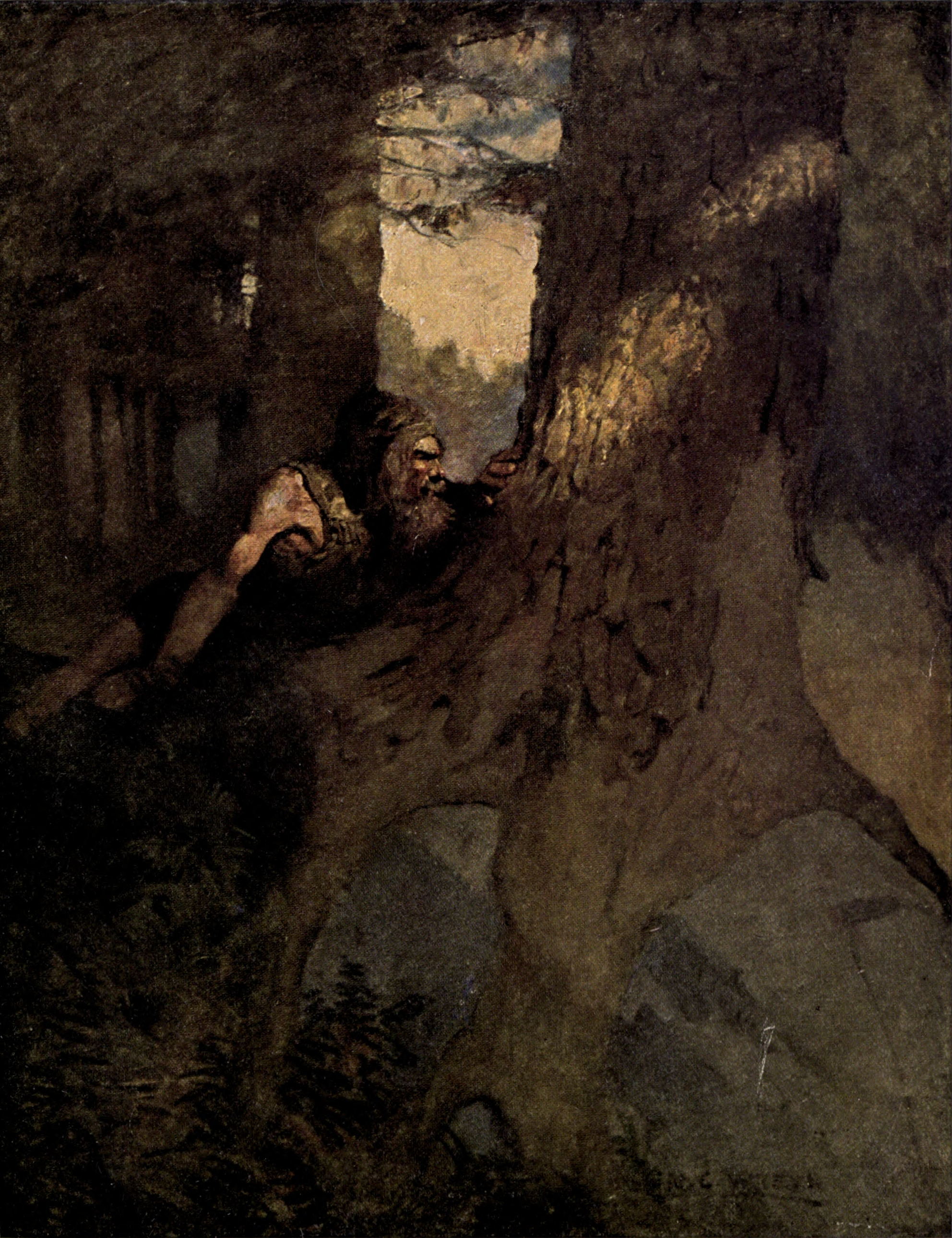
رسم توضيحي بفرشاة نويل كونفرز وايث لطبعة 1911.

بن غان هو شخصية خيالية في رواية جزيرة الكنز للكاتب الإسكتلندي روبرت لويس ستيفنسون.
بن غان فرد سابق في طاقم القبطان فلينت تركه زملاءه وحده مدة عشرة أعوام على جزيرة الكنز، وذلك بعد فشله في إيجاد الكنز دون الخريطة. أول ظهور له في الرواية هو حين يقابله جيم هوكنز. يحرص بن غان على حسن معاملة جيم مقابل فرصة للعودة إلى الحضارة.
يترك جيم بن غان في الغابة ويستعمل قاربه الصغير لإعادة الاستيلاء على الهيسبانيولا. يظهر بن غان لاحقا عندما يتعقب القراصنة مصدرا أصواتا راعشة لإخافتهم وإقناعهم بعدم الاستمرار في بحثهم عن الكنز. لكن يواصل لونغ جون سيلفر طريقه ويجد المكان الذي دفن فيه كنز فلينت، لكن يكتشف القراصنة أن الكنز قد اختفى.
يلتفت القراصنة الغاضبين نحو سيلفر وجيم، لكن يقوم بن غان والدكتور ليفزي بمهاجمة القراصنة مفاجئين إياهم، فيقتل اثنين منهم ويفر الآخرون.وسيلفر يقنعهم انهم لا يستطيعون ان يقتلوه لانه يستطيع ان يساعدهم في معرفة مكان الكنز، وبعد هذا ينضم سيلفر إلى فريق السيد تريلوني ويحلون الالغاز المكتوبة بحبر سري على الخريطة ويجدون الكنز في كهف ما يُقسم الكنز بين تريلوني ورجاله المخلصين بمن فيهم جيم وبن غان، ويبحرون نحو إنجلترا تاركين القراصنة على الجزيرة. يتمكن سيلفر من الهروب آخذا معه جانبا ضئيلا من الكنز، وبهذا يكون سيلفر هو الوحيد الذي حصل على حصه من كنز القبطان فلينت.
بعد الوصول إلى إنجلترا، يقوم بن غان بإنفاق حصته من الكنز في تسعة عشر يوما فقط ويصبح بوابا لبقية حياته.